# Erik Vullum
Pour les articles homonymes, voir Vullum.
Erik Vullum, né le 29 décembre 1850 à Lund et mort le 14 mars 1916 à Lillehammer, est un journaliste et écrivain norvégien, et également homme politique pour le Parti libéral norvégien.

## Biographie
Il est le fils d'Olaus Vullum (1812-1852) et d'Ingeborg Krogness (1825-1926). Il est le neveu de Johan Richard Krogness. En septembre 1879, il se marie avec Margrethe Vullum.
Il est porte-parole du Parti Libéral dans les années 1880, et écrit plusieurs livres et articles de journaux dans l'esprit du mouvement libéral. Il écrit également la biographie de Christian Magnus Falsen et de Henrik Wergeland en 1881, ainsi que des livres dédiés à l'indépendance norvégienne : 'Følgerne af 9. Juni (1883), Unionen og dens Fremtid (1894) et Hvorledes Norge blev frit (1913). Il décrit Henrik Wergeland comme une figure politique libérale.